# Hessebius multicalcaratus
Hessebius multicalcaratus är en mångfotingart som beskrevs av Folkmanova 1958. Hessebius multicalcaratus ingår i släktet Hessebius och familjen stenkrypare. Inga underarter finns listade i Catalogue of Life.